# 人文地理学
人文地理学（じんぶんちりがく、じんもんちりがく、英語: human geography）は、地球上における人間活動の空間的構造や地域的特徴の解明を目標とする地理学の一分野である。

## 分類

### 研究分野
人文地理学は、研究分野別にさらに経済地理学、都市地理学、社会地理学、文化地理学、歴史地理学、政治地理学などに分けられる。

### 研究方法
研究方法による分類法として、ピーター・ハゲットによる空間分析、生態分析、地域複合分析の3分類が挙げられる。空間分析は研究対象の位置や分布、生態分析は地域の構成要素間の関係性に着目して考察する。地域複合分析は空間分析と生態分析を複合させた考察である。

### アプローチ方法
アプローチ方法による分類法として、ジェームズ・バード(James Bird)による経験主義、実証主義、人文主義、構造主義の4分類が挙げられる。この分類は、人文主義地理学やラディカル地理学などの発展を受けて考案された。

## 歴史
20世紀前半の人文地理学の研究では、特定地域に関する総合的な研究、すなわち地域地理学的な研究を指向する傾向がみられた。ここでは地理的事象の地図化による帰納的な考察が主に行われていたが、羅列的な地域の記述になりやすかった。
この反省から、法則定立的な地理学を目指す流れが発生し、1960年代以降は計量革命に伴い人文地理学の各分野の研究で計量的分析法が導入された。これにより実証主義地理学が発展し、社会科学で共有される研究法が地理学でも用いられるようになった。一方、計量地理学への批判から、1970年代以降は、人文主義地理学など人間そのものに着目した研究の勢力が増していった。また、先進国で顕著化した社会的矛盾の影響を受け、ラディカル地理学が発展していった。
1990年代以降はマイノリティやジェンダーへの着目が深まったり、文化的な観点から景観や場所を考察する傾向が強化されたりした。また、人間の意思など人間そのものに関する研究において、他の人文・社会科学との関係性が強化されていった。他方、デヴィッド・ハーヴェイによる資本論の空間論的再解釈やエドワード・ソジャのポストモダン地理学により、他の人文・社会科学に対して空間への着目の重要性を意識させた（空間論的転回）。空間論的転回は、人文地理学と他の人文・社会科学を融合したGeoHumanitiesという学問を成立させた。
20世紀後半にこれらの研究潮流が多数発生したことにより、人文地理学では多くの学派が形成されている。

## 主な学術雑誌
- 『人文地理』（ 日本、人文地理学会）
- 『人文地理』（ 中国、西安外国語大学人文地理研究所）
- Geographische Zeitschrift（ ドイツ、Franz Steiner Verlag）
- Progress in Human Geography（ アメリカ合衆国、SAGE Publications）
- Applied Geography（ オランダ、Elsevier）